# Oldenburg (Schiff, 2013)
Die Oldenburg ist eine Korvette der Deutschen Marine der Braunschweig-Klasse. Sie ist die vierte Einheit dieser Klasse und das vierte Schiff mit Namen Oldenburg in einer deutschen Marine. Namensvorgänger waren die Radkorvette Großherzog von Oldenburg der Reichsflotte sowie das Panzerschiff Oldenburg und das Großlinienschiff Oldenburg der Kaiserlichen Marine. Außerdem trugen  mehrere große dänische Orlogschiffe diesen Namen, z. B.  die 1628 in Dienst gestellte Oldenburg.

## Geschichte
Die spätere Oldenburg wurde am 16. Januar 2006 bei der Hamburger Werft Blohm + Voss auf Kiel gelegt. Ihre Schiffstaufe mit anschließendem Stapellauf erfolgte am 28. Juni 2007.
Bei Probefahrten der Oldenburg im Frühjahr 2009 wurde festgestellt, dass die verbauten Getriebe schwerwiegende Mängel aufwiesen. Dies betraf nicht nur die Oldenburg, sondern auch alle anderen Einheiten der Klasse. Da im Februar 2011 bei der Korvette Magdeburg Schimmel und Schwitzwasser festgestellt wurden, ging es für die Oldenburg zur Behebung der Schäden abermals in die Werft.
Das dem 1. Korvettengeschwader unterstehende Schiff wurde am 21. Januar 2013 mit mehrjähriger Verspätung in ihrem Heimathafen, dem Marinestützpunkt Hohe Düne in Rostock, in Dienst gestellt.
Nach der Indienststellung nahm die Oldenburg bis zum 17. März 2013 am jährlichen Einsatz- und Ausbildungsverband (EAV) teil und besuchte hierbei im Februar den Hafen von Algier.
Dem Einsatz- und Ausbildungsverband (EAV) gehört das Schiff auch im Jahr 2014 wieder an. Sie wird dabei dreizehn Häfen in neun Ländern anlaufen, welche sich zwischen dem nördlichen Polarkreis und dem Äquator befinden. Die Oldenburg startete zusammen mit den Fregatten Hamburg (Verbandsflaggschiff), Mecklenburg-Vorpommern, Augsburg und dem Einsatzgruppenversorger Frankfurt am Main am 11. Februar aus Wilhelmshaven. Ihre Rückkehr wird für den 20. Juni in Kiel erwartet.

### Einsätze
- Am 10. September 2018 lief die Oldenburg, gefahren von der Besatzung Delta unter Kommando von Korvettenkapitän Thorsten Vögler, aus ihrem Heimathafen aus, um sich am UNIFIL-Einsatz vor der Küste des Libanon zu beteiligen.[6] Am 23. September 2018 löste sie im Hafen von Limassol auf Zypern ihr Schwesterschiff, die Korvette Braunschweig, im Einsatz ab. Geplant ist ein einjähriger Einsatz mit mehreren Besatzungswechseln vor Ort. Ende Januar 2019 wurde die Delta-Besatzung von der Echo-Besatzung unter Fregattenkapitän Stephan Lukaszyk im Einsatz abgelöst.[7] Nach 250 Einsatztagen mit zwei Besatzungen wurde die Oldenburg Anfang Juni 2019 von der Korvette Ludwigshafen am Rhein abgelöst.[8] Am 15. Juni 2019 lief die Korvette Oldenburg und ihre 61-köpfige Besatzung nach rund fünf Monaten wieder in ihren Heimathafen Warnemünde ein. Während ihres Einsatzzeitraums legte sie 37.000 Seemeilen zurück.[9]
- Ein weiterer UNIFIL-Einsatz, der 170 Tage dauerte, führte das Boot vom 13. August 2023 bis zum 30. Januar 2024 erneut ins östliche Mittelmeer.[10]